# بخش کافایات
بخش کافایات (به اسپانیایی: Departamento de Cafayate) یک منطقهٔ مسکونی در آرژانتین است که در استان سالتا واقع شده‌است. بخش کافایات ۱٬۵۷۰ کیلومتر مربع مساحت و ۱۱٬۷۸۵ نفر جمعیت دارد.